# Священний вогонь Вести
Священний вогонь Вести — священний вічний вогонь у Стародавньому Римі. Діви-весталки, яких спочатку було дві, потім чотири, а згодом шість, обиралися за жеребом і служили протягом тридцяти років, доглядаючи за священним вогнем і виконуючи інші ритуали, пов'язані з домашнім господарством — серед них було ритуальне підмітання храму 15 червня і приготування їжі для певних свят. Вічне горіння священного вогню було знаком, який визначав вічний Рим.

Вогонь відновлювали щороку на березневі календи. Плутарх (бл. 1 ст. н. е.) у «Порівняльних життєписах» описує, як Весталки використовували дзеркала, щоб запалити вогонь:
Якщо його [вогонь] випадково загасять… його не слід знову запалювати від іншого вогню, а новий вогонь потрібно отримати, витягнувши чисте і незабруднене полум'я з сонячних променів. Вони розпалюють його, як правило, увігнутими посудинами з латуні, утвореними видовбуванням рівнобедреного прямокутного трикутника, лінії якого від окружності стикаються в одній точці. Коли він розміщений напроти сонця, його промені збігаються в центрі, і, відбиваючись, набувають сили й активності вогню, розріджують повітря й негайно запалюють таку легку й суху речовину, яку вважають за належне застосувати. (тр. Langhorne 1821 1: 195)
Дозволити священному вогню згаснути було серйозним порушенням обов'язку: це означало, що богиня зняла свій захист з міста. Весталки, винні в цьому злочині, каралися бичуванням або побиттям.
Священний вогонь горів у Храмі Вести, побудованому на Римському форумі під Палатинським пагорбом у дореспубліканські часи. Серед інших священних предметів у храмі був Палладій, статуя Афіни Паллади, яку, начебто, Еней привіз із Трої. Храм повністю горів щонайменше чотири рази, і ще два рази загорався. Востаннє його перебудовували в 191 році нашої ери за наказом Юлії Домни, дружини імператора Септимія Севера.
Виникнення священного вогню пов'язували з легендарним римським царем Нумою Помпілієм (VII ст. до н. е.). Вогонь перестали запалювати в 391 році, коли імператор Феодосій I заборонив язичницьке поклоніння і звелів погасити полум'я.